# Eldin Adilović
Eldin Adilović (Zenica, 1986. február 8. –) bosnyák válogatott labdarúgó.

## Pályafutása

### Klubcsapatokban
2005-ben kezdett futballozni szülővárosa, Zenica első osztályú klubjában, a Čelik Zenicában. 2007-ben a szlovén bajnokságban szereplő Interblock Ljubljanához igazolt. Fél év után tavázott, majd a szlovén NK Ivančna Gorica és a Nafta Lendava csapatában játszott.
2009 nyarán az azerbajdzsáni Premyer Liqasıtól a Muğan Salyan csapatához került. Alig egy szezon után elhagyta ezt a klubot, és a magyar Győri ETO játékosa lett.
Csak fél szezont maradt a Győrnél, majd visszatért első klubjához, a Čelik Zenicához. 2011 nyarán a Premijer Ligában játszó Željezničar Sarajevóhoz igazolt. Ennél a klubnál zsinórban kétszer lett gólkirály a bajnokságban, és kétszer megnyerte a bajnokságot.
A 2013-as nyári átigazolási időszak utolsó hetében Törökországba igazolt a másodosztályú Samsunsporhoz. Itt azonnal alapjátékos lett. A 2014–15-ös téli szünetben a rivális Şanlıurfasporhoz igazolt. A 2015–16-os idényben a Kayseri Erciyesspor együttesébe távozott.
A 2016–17-es szezon második felében ismét a Samsunsporhoz ment vissza, és a szezon végéig itt játszott. Nem sokkal később befejezte az aktív pályafutását.

### A válogatottban
2007-ben négyszer szerepelt a boszniai U21 éven aluli labdarúgó-válogatottban. Ugyanebben az évben debütált a bosznia-hercegovinai labdarúgó-válogatottban is.

## Mérkőzései a bosnyák válogatottban
| #  | Dátum              | Ellenfél      | Eredmény | Kiírás              | Esemény |
| -- | ------------------ | ------------- | -------- | ------------------- | ------- |
| 1. | 2007. december 15. | Lengyelország | 0 – 1    | barátságos mérkőzés | 73'     |
| 2. | 2010. december 10. | Lengyelország | 2 – 2    | barátságos mérkőzés | 46'     |

## Sikerei, díjai
FK Željezničar Sarajevo
- Bosznia-hercegovinai labdarúgó-bajnokság: 2011–12, 2012–13
- Bosznia-hercegovinai kupagyőztes: 2011–12

### Egyéni
- A Premijer Liga gólkirálya: 2011–12, 2012–13

## Fordítás
- Ez a szócikk részben vagy egészben  az   Eldin Adilović című német Wikipédia-szócikk ezen változatának fordításán alapul.  Az eredeti cikk szerkesztőit annak laptörténete sorolja fel. Ez a jelzés csupán a megfogalmazás eredetét és a szerzői jogokat jelzi, nem szolgál a cikkben szereplő információk forrásmegjelöléseként.